# Pierre Jaminet
Pierre Jaminet (París, 12 de febrero de 1912 - Le Havre, 7 de diciembre de 1968), fue un ciclista francés que fue profesional de 1932 a 1939. En estos años consiguió 4 victorias, 2 de las cuales al Tour de Francia de 1939.

## Palmarés
- 1938 
  - 1º en el Critèrium Nacional
  - Vencedor de una etapa en la París-Niza
- 1939 
  - Vencedor de 2 etapas en el Tour de Francia

### Resultados en el Tour de Francia
- 1938. 44.º de la clasificación general
- 1939. Abandona (18.ª etapa). Vencedor de 2 etapas